# Humayun Abdulali
Humayun Abdulali (Kobe, Japón, 19 de mayo de 1914-Bombay, India, 3 de junio de 2001) fue un ornitólogo y biólogo indio, que también era un primo del "hombre de pájaros de la India", Sálim Ali.

## Biografía
Humayun Abdulali nació en Kobe, en 1914, hijo de Lulú y Najmuddin Faizalhussain Abdulali, un empresario que importba algodón en bruto y fósforos a la India.
Al igual que otros naturalistas de su época, Abdulali tenía un interés inicial en la shikar (caza). A diferencia de Sálim Ali, sus principales aportaciones se orientaron más hacia las colecciones de aves, sobre todo las de la Bombay Natural History Society (BNHS) (en español: Sociedad de Historia Natural de Bombay), donde trabajó durante casi toda su vida.
Después de incorporarse a la BNHS como Secretario Honorario en 1949, su participación fue importante en la catalogación de las pieles de aves de la colección.
Abdulali dirigió dos expediciones a las islas Andamán y Nicobar en 1964 y 1966. Fue un prolífico contribuyente a la revista de la BNHS, escribiendo cerca de 300 artículos y revisiones de libros.
Varias especies llevan su nombre, incluyendo una nueva especie de rana Nyctibatrachus humayuni.
Sus trabajos sobre las ranas en ecosistemas agrícolas ayudaron a la prohibición de ancas de rana que realizó el gobierno indio.